# Andreas Matzbacher
Andreas Matzbacher (né le 7 janvier 1982 à Graz et mort le 24 décembre 2007 près de Frohnleiten dans le district Graz-Umgebung) est un coureur cycliste professionnel autrichien. En 2004, il a couru pour Saeco, en 2005 pour Lampre-Caffita et, à partir de 2006, pour l'équipe de la Volksbank. Il a terminé 90e du classement général du Tour d'Espagne 2005. Il est décédé dans un accident de la route deux semaines avant son 26e anniversaire.

## Palmarès
- 2001
  - 3e du championnat d'Autriche sur route espoirs
- 2003
  -  Champion d'Autriche sur route espoirs
  - Lavanttaler Radsporttage
  - 4e étape du Steiermark Rundfahrt
  - 2e du Steiermark Rundfahrt
  - 2e du Tour du Burgenland
  - 3e du championnat d'Autriche sur route
  - 3e du Raiffeisen Grand Prix
  - 3e du Tour de Slovénie
  - 3e de Linz-Passau-Budweis
- 2004
  - Raiffeisen Grand Prix

## Résultats sur les grands tours

### Tour d'Espagne
1 participation
- 2005 : 90e

## Classements mondiaux
| Année           | 2006 | 2007 |
| --------------- | ---- | ---- |
| UCI Europe Tour | 829e | 967e |